# Lohman (Missouri)
Lohman ist eine City im Cole County, Missouri, Vereinigte Staaten. Das U.S. Census Bureau hat bei der Volkszählung 2020 eine Einwohnerzahl von 175 ermittelt.
Bürgermeister ist Cody Mortensen.

## Geschichte
Ein Postamt mit dem Namen Lohman ist seit 1882 in Betrieb. Der Namensgeber ist C. W. Lohman, ein örtlicher Händler.

## Geografie
Lohman liegt bei 38°32′37″N 92°21′53″W (38,543536, −92,364664).
Die Ortschaft hat eine Fläche von 0,93 km², es gibt keine erfassten Wasserflächen.

## Demografie
| Jahr | Einwohner¹ |
| ---- | ---------- |
| 1920 | 120        |
| 1930 | 107        |
| 1940 | 100        |
| 1950 | 123        |
| 1960 | 128        |
| 1970 | 109        |
| 1980 | 168        |
| 1990 | 154        |
| 2000 | 168        |
| 2010 | 163        |
| 2020 | 175        |

¹1810–2020: Volkszählungsergebnisse

### Volkszählung 2010
Laut Volkszählung im Jahr 2010 lebten 163 Personen in 64 Haushalten und 52 Familien in der Ortschaft. Die Bevölkerungsdichte war 175,3 Einwohner je km2. Es gab 79 Wohneinheiten. Die Bevölkerung bestand zu 97,5 Prozent aus Weißen und zu 2,5 Prozent aus multiethnischen Amerikanern (zwei oder mehr races).
Es gab 64 Haushalte; 26,6 Prozent hatten Kinder unter 18 Jahren, 70,3 Prozent waren zusammenlebende Ehepaare, 4,7 Prozent hatten eine weibliche Hauseigentümerin ohne Ehemann, 6,3 Prozent hatten einen männlichen Hauseigentümer ohne Ehefrau, und 18,8 Prozent waren nicht Familien. 7,8 Prozent der Haushalte bestanden aus alleinlebenden Personen im Alter von 65 Jahren oder darüber. Die durchschnittliche Zahl von Personen in einem Haushalt war 2,55 und die durchschnittliche Zahl von Personen in einer Familie war 2,85.
Das mediane Alter war 42,6 Jahre. 20,2 Prozent der Einwohner waren unter 18 Jahren; 8,7 Prozent waren zwischen 18 und 24 Jahren; 25,8 Prozent waren zwischen 25 und 44 Jahren; 30,1 Prozent waren zwischen 45 und 64 Jahren; und 15,3 Prozent waren 65 Jahren oder älter. Die Einwohner waren zu 52,8 Prozent männlich und zu 47,2 Prozent weiblich.

## Belege
1. ↑  US Census Bureau: Search Results Total Population in Lohman city, Missouri. Abgerufen am 22. Dezember 2023 (amerikanisches Englisch).
2. ↑  Post Offices. Jim Forte Postal History, abgerufen am 22. September 2016.
3. ↑  Cole County Place Names, 1928–1945. The State Historical Society of Missouri, archiviert vom Original am 24. Juni 2016; abgerufen am 22. September 2016 (englisch).
4. ↑  US Gazetteer files: 2010, 2000, and 1990. United States Census Bureau, 12. Februar 2011, abgerufen am 23. April 2011.
5. ↑  US Gazetteer files 2010. United States Census Bureau, ehemals im Original (nicht mehr online verfügbar); abgerufen am 8. Juli 2012. (Seite nicht mehr abrufbar. Suche in Webarchiven)  Info: Der Link wurde automatisch als defekt markiert. Bitte prüfe den Link gemäß Anleitung und entferne dann diesen Hinweis.
6. ↑  American FactFinder. United States Census Bureau, abgerufen am 8. Juli 2012.